# 高岡由香
高岡 由香（たかおか ゆか、1977年7月1日 - ）は、日本の元タレント、元歌手。千葉県出身。
趣味は料理、音楽鑑賞、バレーボール、算盤、歌唱。

## 人物
17歳の時にスカウトされ、映画『ウルトラマンゼアス』でデビュー。以降、テレビドラマ・CMと活躍する。その後、タレント業を休業し歌手に転向。ロック音楽のプロデュースチーム「WarRock（ワーロック）」の下で地道にライブ活動を続け、2006年にCDメジャーデビューを果たしたが、その後の消息は不明。

## 出演

### 映画
- ウルトラマンゼアス（1996年） - 星見透隊員 役
- ウルトラマンゼアス2 超人大戦・光と影（1997年） - 星見透隊員 役

### テレビ
- イタズラなKiss（1996年）
- 爆裂!分身娘
- 京都祇園入り婿刑事事件簿5（1999年） - 浅井桜子 役
- サイコメトラーEIJI（1999年7月23日）

### CM
- フマキラー「サザン」
- 富士通ゼネラル「シルフィード」
- 三協立山アルミ

## ディスコグラフィ
※いずれもIMS（流通：ユニバーサルミュージック）からのリリース
- Realize（ミニアルバム）
- Balance（シングル）

### YUKA名義
※以下はWarRockレーベルからのリリース
- STILL IN LOVE/COSMIC CAMERA（シングル）
- CROSS OVER/DIFFERENCE（シングル）

### MY（MANAMIとのユニット）名義
- STAY WITH ME/RIDE ON（シングル）
- INCENTIVE（ミニアルバム）
- solo（アルバム）